# Bosc Nou (Valls)
El Bosc Nou és un edifici del municipi de Valls (Alt Camp) inclòs en l'Inventari del Patrimoni Arquitectònic de Catalunya. Forma part del conjunt de les Masies dels Boscos.

## Descripció
És una construcció de tres plantes, datada l'any 1896, tal com indica la llinda de la porta principal on hi ha la llegenda "MDCCCXCVI", de la mateixa manera que per sota de la cornisa hi ha el rètol de *Villa Maria Luisa*. S'accedeix a l'habitatge mitjançant vuit esgraons, que ens porten a una plataforma sota la terrassa-balcó del primer pis, com si fos un porxe. Als laterals hi ha sengles finestres enreixades. Al primer pis hi ha una porta balconera que dona pas a la terrassa ja esmentada, de forma rectangular, que té dues pilastres de pedra i una barra forjada de ferro. A la segona planta hi ha quatre finestres, dues en la part central, una mica estretes i les altres dues als laterals. A la cornisa hi ha adossat un canal de recollida d'aigües pluvials. La coberta té diversos vessants i està feta de ceràmica.
En les façanes laterals hi ha dues obertures per planta i en cadascun dels costats. L'edificació està envoltada per un jardí que té certa vegetació arbrada. A l'exterior hi ha la "Capella de Nostra Senyora de la Mercè". La porta d'entrada de fusta, té un arc de mig punt que marca a més dos arcs concèntrics. Hi ha una petita rosassa i dos pilars d'obra vista en els quatre vèrtexs.

## Història
Durant la Guerra Civil espanyola, l'any 1936, va ser cremada.